# Campionat d'Europa de Futbol sub-21 de la UEFA 1990
El Campionat d'Europa de Futbol sub-21 1990 dura dos anys (1988-1990). La selecció de l'URSS es proclamà vencedora per segona vegada.

## Classificació
Vegeu Campionat d'Europa de Futbol sub-21 de la UEFA 1990 (Classificació)

## Seleccions
Vegeu Campionat d'Europa de Futbol sub-21 de la UEFA 1990 (Seleccions) per a la llista completa de seleccions.

## Fase final
Disputada el 1990.
| Quarts de final - Itàlia 3-1 Espanya - Espanya 1-0 Itàlia Itàlia guanya 3-2 en el global · - Iugoslàvia 2-0 Bulgària - Bulgària 0-1 Iugoslàvia Iugoslàvia guanya 3-0 en el global · - URSS 1-1 R.F. Alemanya - R.F. Alemanya 1-2 URSS (pròrroga) URSS guanya 3-2 en el global · - Txecoslovàquia 1-2 Suècia - Suècia 4-0 Txecoslovàquia Suècia guanya 6-1 en el global |  | Semi-finals - Iugoslàvia 0-0 Itàlia - Itàlia 2-2 Iugoslàvia 2-2: Iugoslàvia guanya 2-0 per gols en camp contrari · - Suècia 1-1 URSS - URSS 2-0 Suècia URSS guanya 3-1 en el global |  | Final - Iugoslàvia 2-4 URSS - URSS 3-1 Iugoslàvia URSS guanya 7-3 en el global · URSS campió |

## Resultat
| Guanyadors del Campionat d'Europa de Futbol sub-21 de la UEFA 1990 · URSS · 2n Títol |